# Tramvia de Sóller
El tramvia de Sóller és una línia de tramvia ubicada al municipi mallorquí de Sóller, a les Illes Balears. Va ser inaugurat oficialment el 4 d'octubre de 1913 i uneix el poble de Sóller amb el port de Sóller. Circula pels carrers del centre de Sóller i creua els camps i horts de cítrics; passats aquests, transcorre en paral·lel a la Carrera del Port (Ma-11), sobre una via d'amplada similar a la del ferrocarril de Sóller. El seu traçat és obra de l'enginyer Pere Garau, que també va dissenyar la línia que va de Palma a Sóller. Actualment, el tramvia és un dels principals elements representatius d'aquest poble de Mallorca, i és bastant freqüentat pels turistes.
El tramvia de Sóller és un dels principals elements representatius de la localitat balear. És principalment usat pels turistes que visiten el poble, sobretot durant l'estiu.

## Història

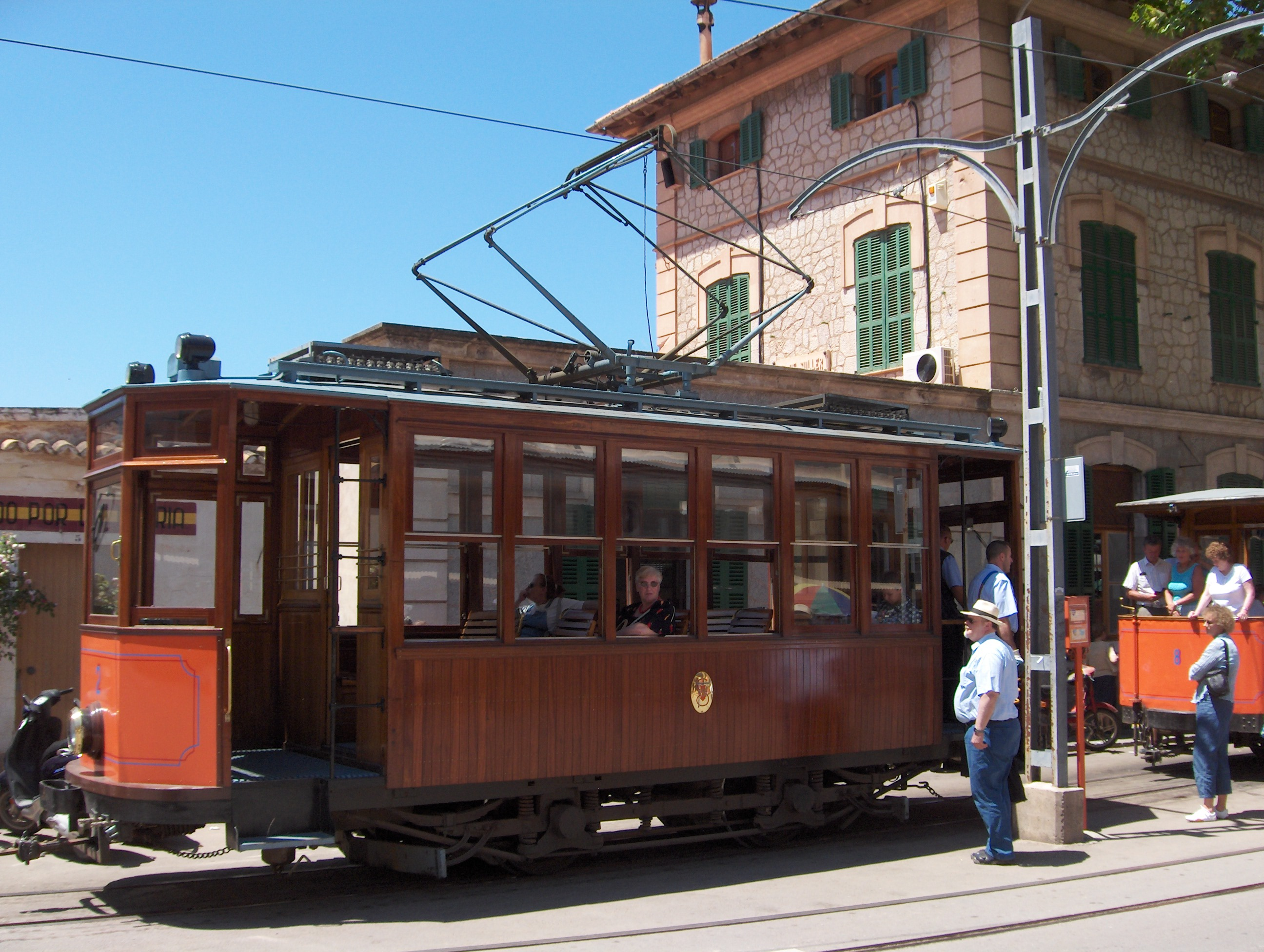
El tramvia a punt de partir de l'estació del port de Sóller.

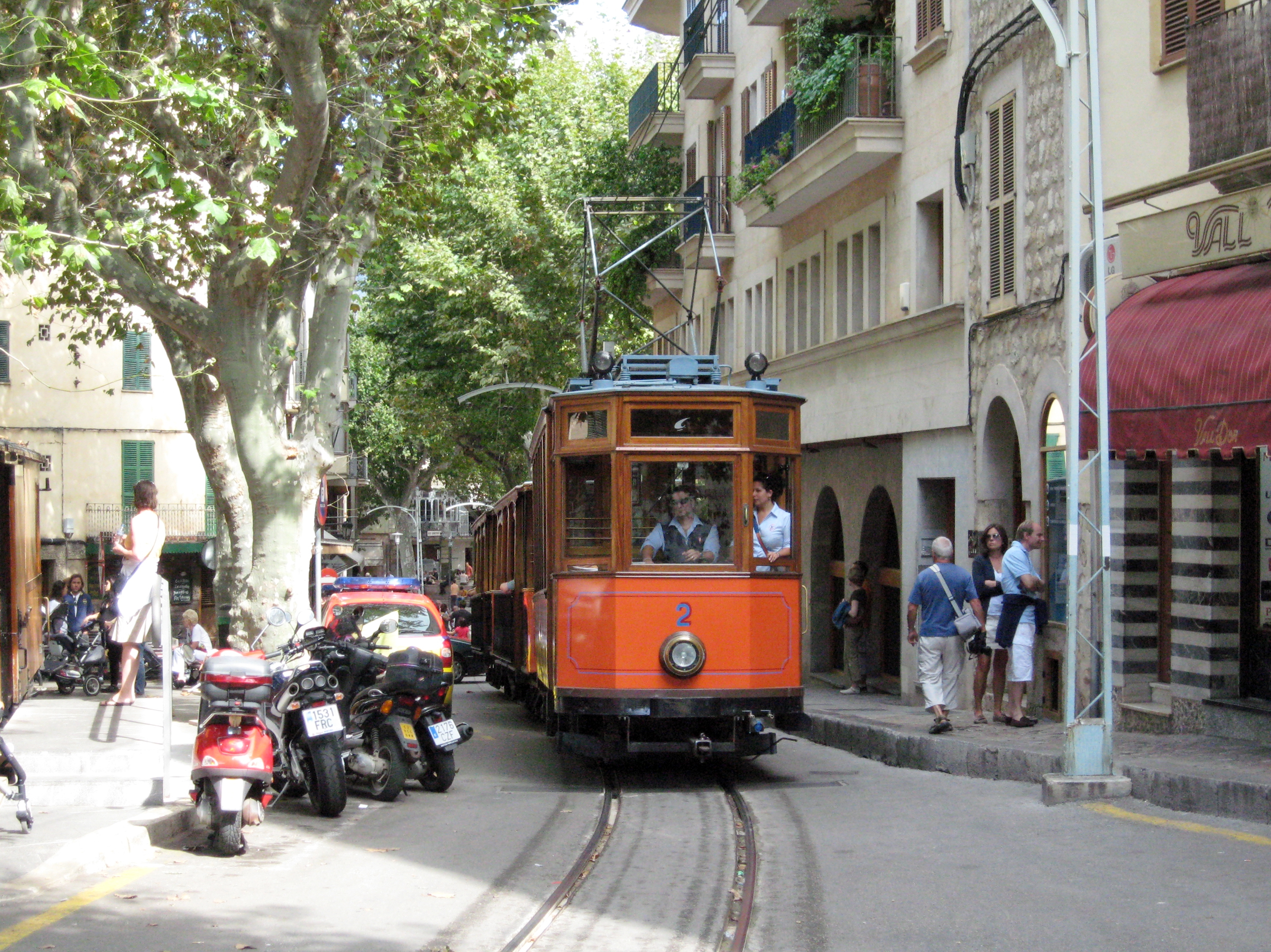
Un dels tramvies circulant per Sóller.

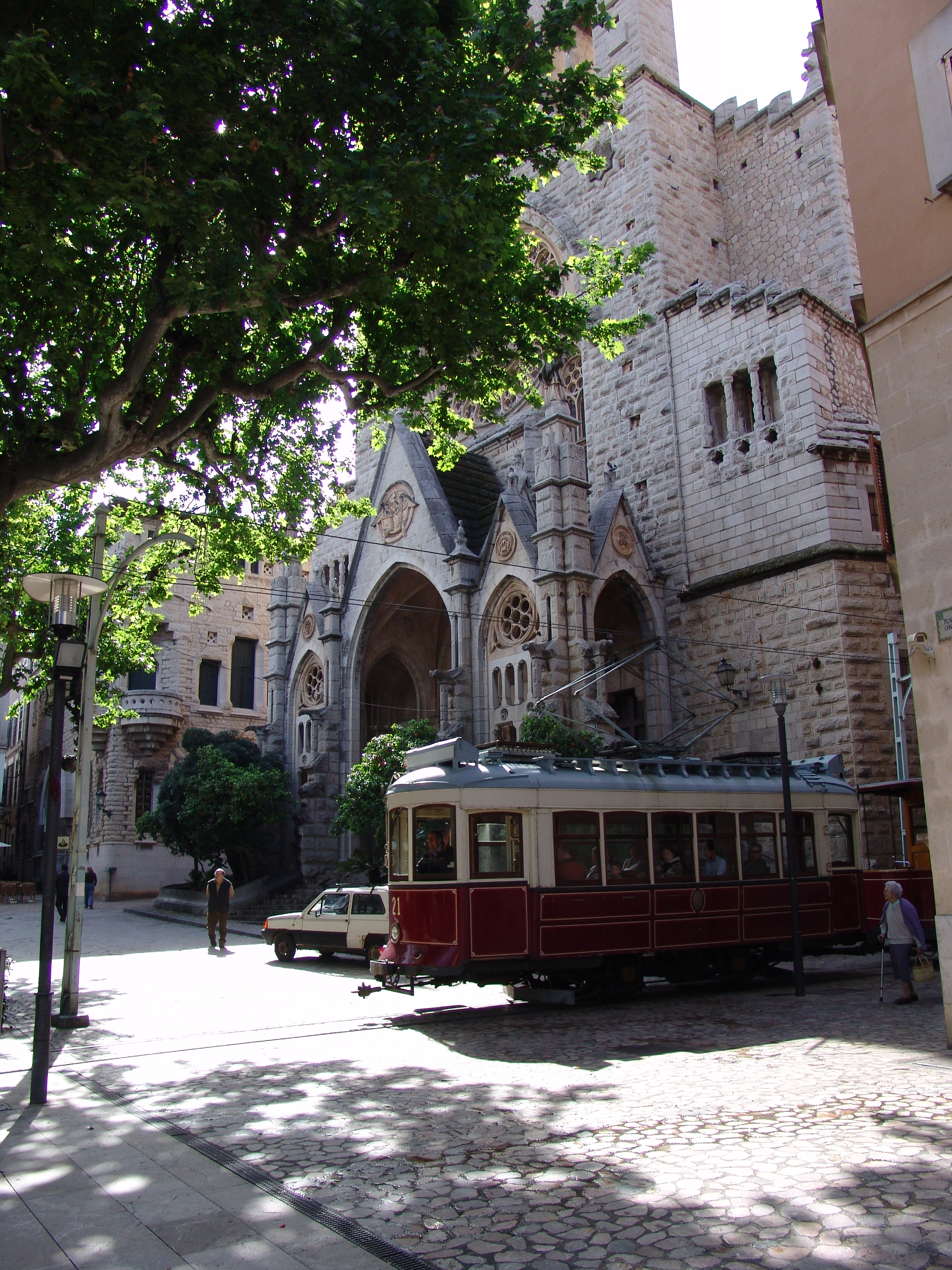
Un dels tramvies Carris a prop de la Plaça de Sa Constitució.

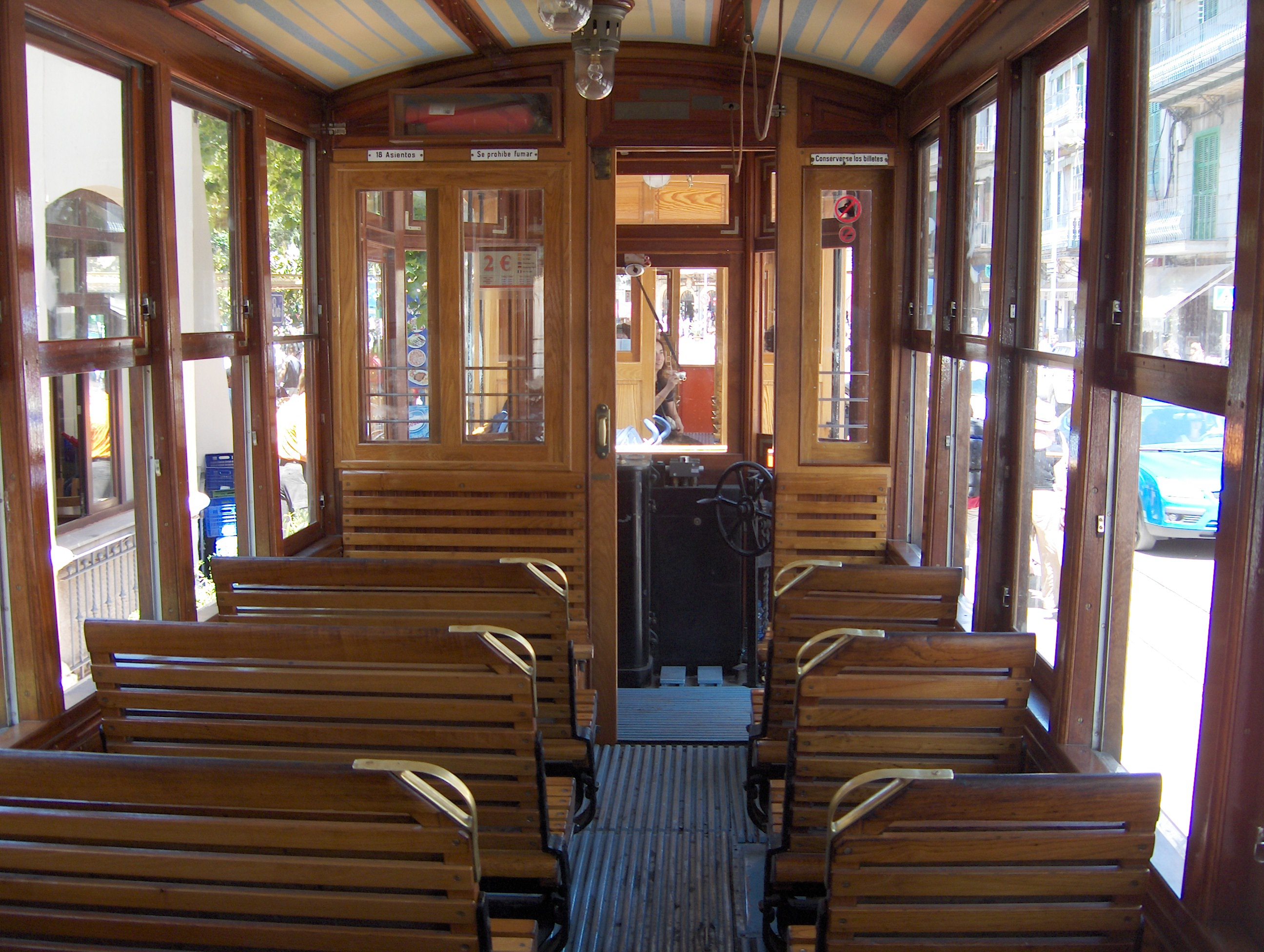
Interior d'un dels tramvies.

Poc després que es comencés a construir el ferrocarril de Sóller, va sorgir la possibilitat d'allargar el seu traçat fins al port, però això no era possible, ja que les vies havien de travessar el poble i no hi havia espai suficient. A més, en aquella època, les subvencions estatals per a ferrocarrils tan sols es concedien a aquelles el recorregut de les quals superés els trenta quilòmetres. La línia Palma-Sóller recorria 27 quilòmetres, per la qual cosa li'n faltaven tres per poder optar a les subvencions. Això va fer que la companyia Ferrocarril de Sóller S.A. encarregués a l'enginyer Pere Garau i Canyelles la construcció d'un tramvia que unís el centre del poble amb el port d'aquest, per així superar els 30 km de longitud que exigia la legislació del moment per poder accedir a certs beneficis estatals. Les obres començaren el 1911.
La inauguració es va dur a terme el dissabte 4 d'octubre de 1913. Es van construir 4.868 metres amb un ample de via idèntic a l'utilitzat pel ferrocarril de l'illa, és a dir, de 914 mm (una iarda). Entre les infraestructures construïdes destaca el pont de ferro erigit sobre el torrent Major, construït per l'empresa La Maquinista Terrestre i Marítima. Al principi comptava amb la seva pròpia central elèctrica, situada a l'estació de Sóller, alimentada per un motor d'explosió de 65 cavalls que accionava una dinamo de la casa Siemens-Schuckert que donava un corrent continu de 600 volts. El 24 d'octubre de 1929, a instàncies de Jeroni Estades es va electrificar el tren i el tramvia, i esdevingué així el primer tren elèctric de Mallorca; l'empresa que ho dugué a terme fou l'alemanya Siemens-Schuckert.
Malgrat que el tramvia estava pensat per al transport de passatgers, també es va usar per al tràfic de mercaderies cap al port, amb un petit vagó isotèrmic utilitzat per al peix, remolcs carregats de carbó cap a l'antiga base de submarins i fins i tot carregaments de mines i torpedes que eren traslladats des del polvorí de Caubet fins a l'estació de Sóller i des d'allà al port.
El 12 de maig de 2009, al voltant de les dues de la tarda, dos combois, un procedent del port i un altre procedent de Sóller, van col·lidir frontalment a prop del punt conegut com a Encreuament del Monument, a les proximitats del port. A causa de la reduïda velocitat a la qual circulaven ambdós tramvies únicament hi va haver tres ferits lleus.

## Estacions
Com que el recorregut del tramvia no és gaire llarg –és de cinc quilòmetres escassos– té dues úniques estacions. La primera està situada en el centre del poble de Sóller (prop de la Plaça de Sa Constitució); s'hi pot fer transbordament amb el tren que ve des de Palma. L'altra estació es troba al port, davant de la platja i prop de l'antiga base militar. Durant els anys 20 es va crear un restaurant a l'estació, conegut com a Mar i sol; com que les funcions d'estació (venda de bitllets, espera del tramvia, acomodació a les jardineres, etc.) es realitzaven al costat de la via, l'edifici va passar a ser únicament restaurant. Malgrat el baix nombre d'estacions, hi ha diverses parades durant el recorregut als monuments i principals punts d'interès del municipi.

### Parades
El tramvia tan sols té dues estacions, però compta amb catorze parades al llarg del seu recorregut. El nom d'aquestes sol provenir de la cultura popular, i pren la seva denominació d'edificis o punts d'interès propers, com bars, restaurants, hotels o monuments. Comença a Sóller (prop de la Plaça de Sa Constitució) i acaba al seu port amb la parada La Payesa (antigament Sa Posada de l'Artesà). Les parades intermèdies són les següents:
| 1. Mercat 2. Ca'n Guina 3. Ca'n Reus 4. Monument 5. Ca'n Llimó 6. Ca n'Ahir 7. Roca Roja | 8. Es Control 9. Sa Torre 10. S'Espléndido 11. Las Palmeras 12. S'Eden 13. Ca'n Generós 14. Marysol |

## Recorregut
El recorregut, d'uns 5 km, s'inicia a l'estació del poble de Sóller. Recorre aproximadament uns 800 metres travessant el nucli urbà, passa per davant del mercat de la vila i de l'església parroquial de Sant Bartomeu. Poc després de passar la parada Mercat, abandona el nucli urbà i s'endinsa als horts de cítrics i els jardins de Sóller, deixant enrere l'asfalt dels carrers. Després d'haver creuat el torrent Major mitjançant un pont i haver passat la parada Monument, el tramvia transcorre paral·lel a la carretera Ma-11 fins a arribar a la badia. Poc abans d'arribar a aquest punt, es troba la parada coneguda com a Control, la qual està situada just a la meitat del recorregut; el viatge fins a aquest punt val la meitat que si es realitza complet. La via del traçat des de Sa Torre (primera parada a línia de mar) fins al final del trajecte discorre al costat del mar. L'última parada està situada al costat dels molls del port.

## Estadístiques d'ús
El nombre de passatgers del tramvia des de l'any 1914 ha estat superior, normalment, al nombre de persones que utilitzaven com a mitjà de transport el Ferrocarril de Sóller. Segurament això és pel fet que, fins als anys 60, era més habitual per als residents de Sóller desplaçar-se al port que no pas viatjar fins a Palma. Un estudi donà com a resultat que l'any 1913 el tramvia va tenir 200.000 usuaris; entre 1960 i 1978 el nombre es va mantenir per sobre els 800.000 i durant els anys següents hi hagué una davallada, fins al 2002-2004, quan es tornà a sobrepassar l'última xifra. L'ús mensual dels usuaris del tren i del tramvia mantenen força paral·lelisme, amb una certa tendència a l'alça entre els passatgers del tramvia durant els mesos de maig a setembre, coincidint amb la temporada alta turística.

## Tramvies
Els tramvies utilitzats tenen diferent origen: els numerats de l'u al tres són els automotors i els cinc i sis els seus respectius vagons, originals de 1913. Van ser construïts per l'empresa saragossana Carde i Escoriaza. L'any 1954 es van adquirir les jardineres dels tramvies de Palma.
El tramvia número quatre va ser comprat com a ferralla a Bilbao i posteriorment es va transformar i es va restaurar per al seu ús per al tramvia de Sóller. Cinc automotors més del model Carris van ser adquirits a Lisboa i, després de ser restaurats, van ser numerats del 20 al 24. Van ser adaptats a un ample de via de 914 mm, poc comú en l'actualitat, i se'ls van afegir unes jardineres descobertes per al transport estival de turistes cap al port.